# Seznam belgijskih filozofov
Seznam belgijskih filozofov.

## A
- Leo Apostel

## B
- Luc Bovens

## C
- Lambros Couloubaritsis (grškega rodu)

## D
- Raoul Vaneigem
- Joseph Remy Leopold Delboeuf
- Gerhard Dorn

## F
- Hippolyte Fierens-Gevaert
- Leopold Flam

## G
- Arnold Geulincx
- Godefroid iz Fontainesa [Godefridus de Fontibus, Doctor Venerandus]

## H
- Hadewijch, 13. stol.
- Henrik iz Ghenta [Henricus de Gandavo, Doctor sollemnis]

## I
- Luce Irigaray

## J
- Jan van Ruysbroeck
- Justus Lipsius [Joost Lips]

## K
- Alexandre Kojève (ruskega rodu)

## L
- Jean Ladrière (1921-2007)
- André Léonard
- Ulrich Libbrecht

## M
- Chantal Maillard
- Rudolf A. Makkreel
- Joseph Marechal
- Désiré-Joseph Mercier
- Stephane Mercier
- Chantal Mouffe (& Ernesto Laclau)

## P
- Chaim Perelman (poljsko-belgijski)
- Pieter Gillis [Petrus Aegidius]
- Ilya Prigogine

## S
- Siger Brabantski [Sygerius de Brabantia]
- Isabelle Stengers

## T
- Placide Tempels

## V
- Herman Van Breda
- Philippe Van Parijs
- Paul Verhaeghe (psihoanalitik)
- Dirk Verhofstadt
- Karel Verleye
- Etienne Vermeersch
- Vilijem iz Moerbeka [Williem van Moerbeke]
- Vilijem Thierryjski [Guillaume de St. Thierry]
- Juan Luis Vives